# Dècada del 890

## Esdeveniments
- Primes partitures de música polifònica
- Els magiars funden Hongria
- 897 - Segons conta la llegenda el rei franc dibuixa les quatre barres amb la sang de Guifré el Pilós, malferit al seu llit de mort i neix la senyera catalana
- Expansió del regne de Ghana